# Oryza brachyantha
Oryza brachyantha là một loài thực vật có hoa trong họ Hòa thảo. Loài này được A.Chev. & Roehr. mô tả khoa học đầu tiên năm 1914.

## Hình ảnh

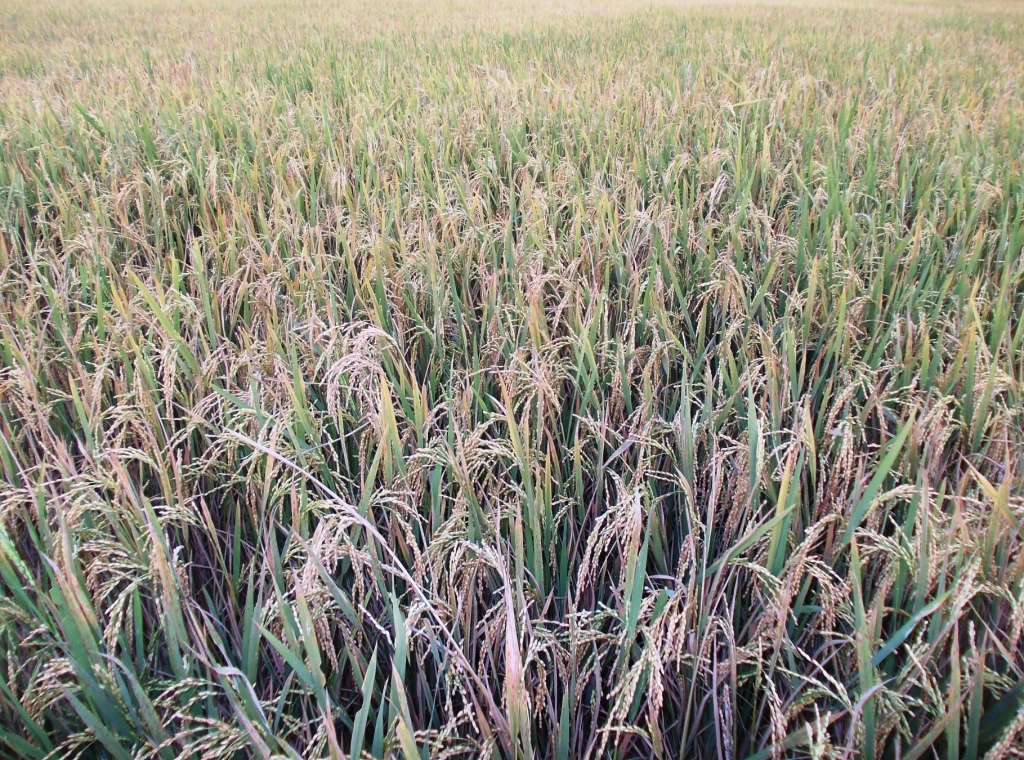
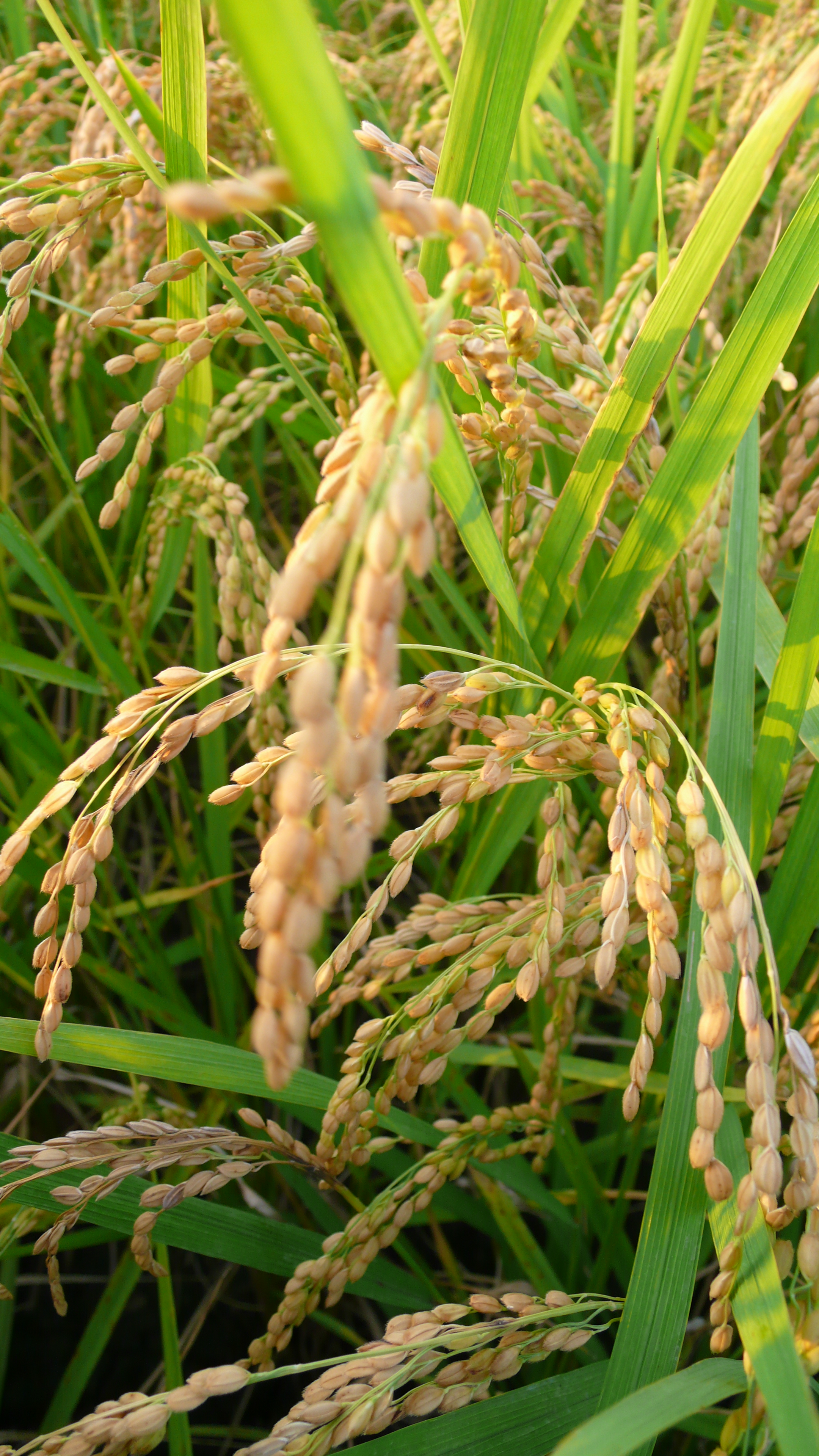
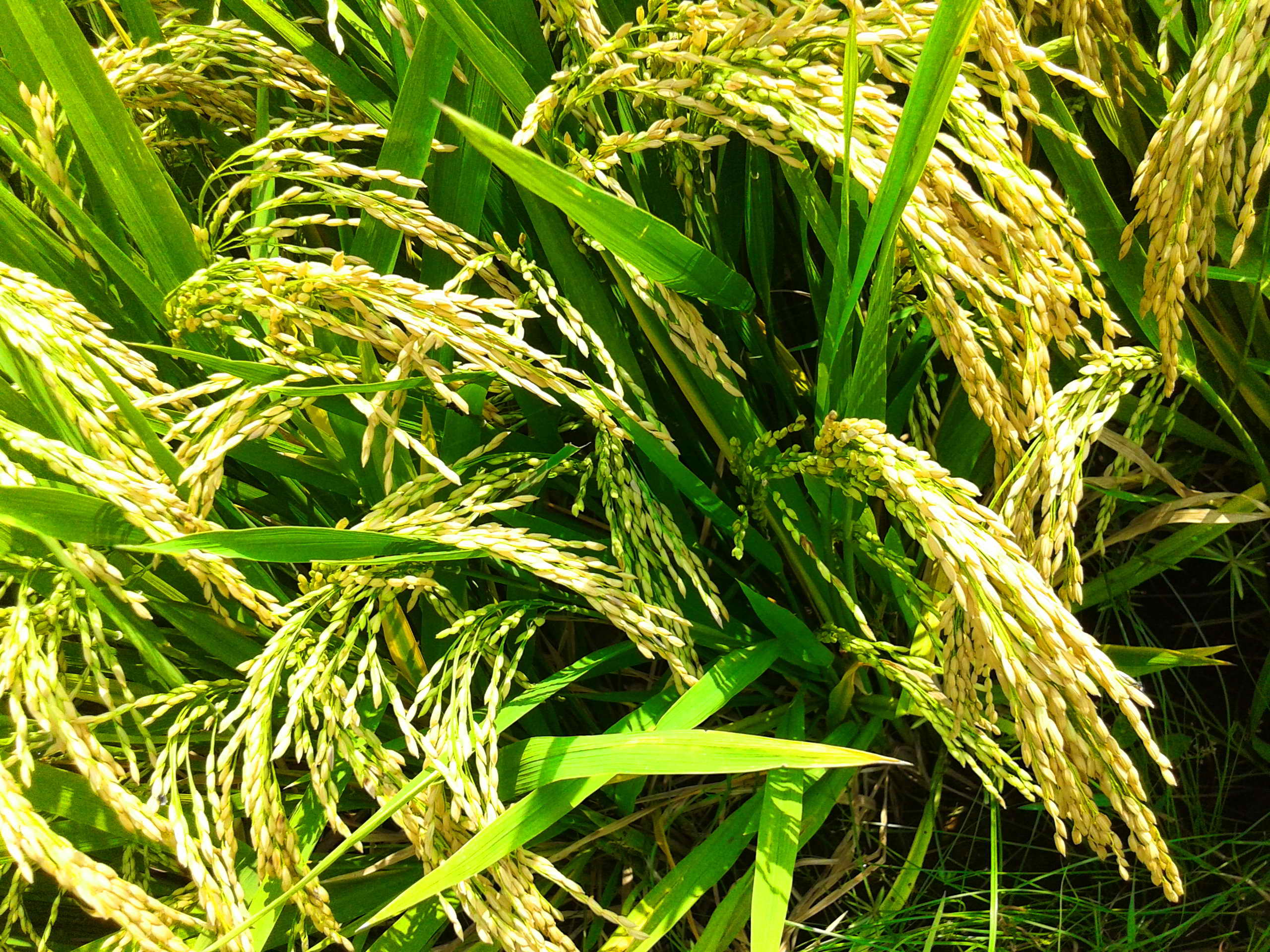
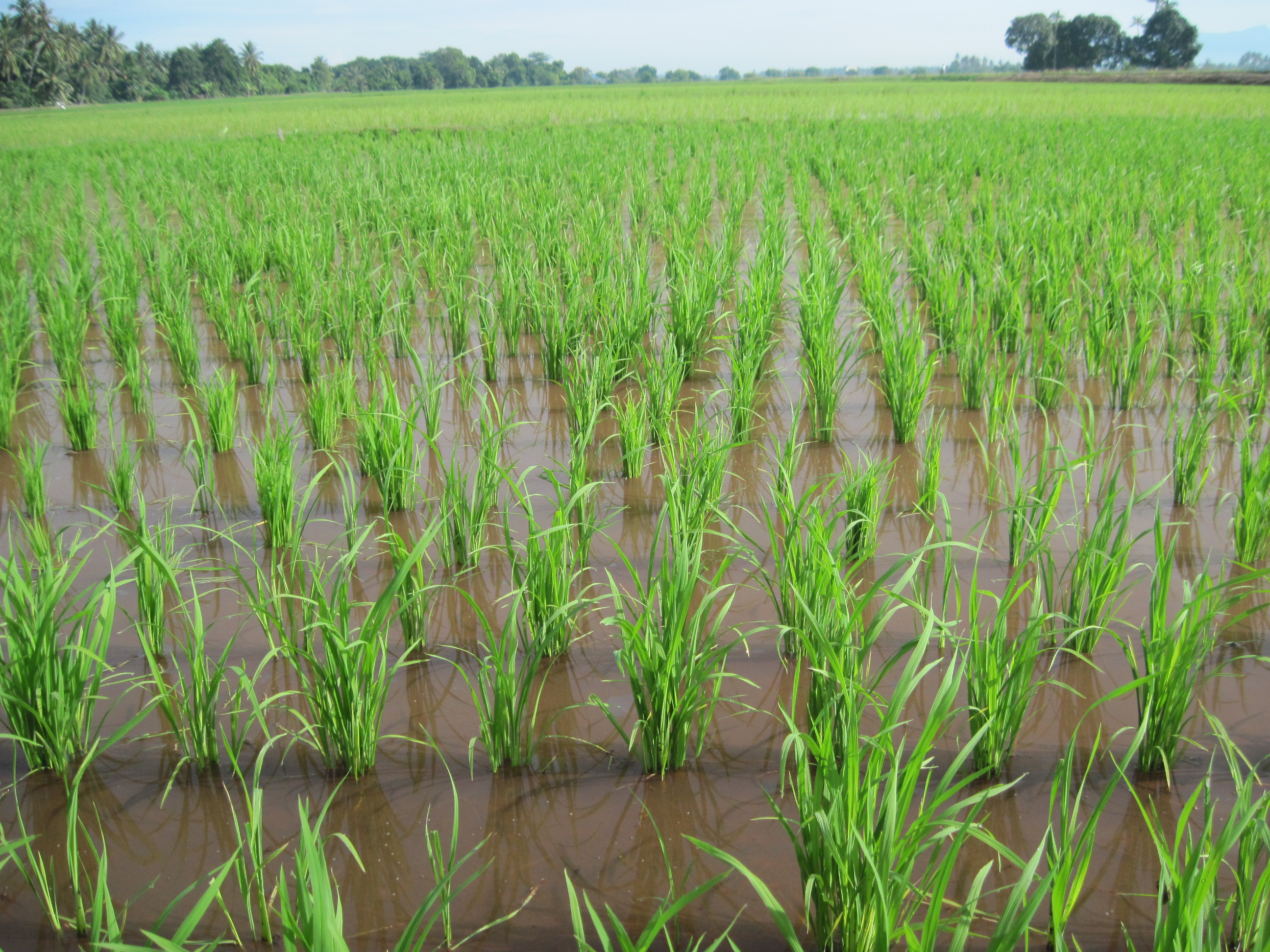